# Bundesvision Song Contest 2007
Der 3. Bundesvision Song Contest fand am 9. Februar 2007 im Berliner Tempodrom statt. Die Teilnehmer gab ProSieben am 28. November 2006 bekannt. Stefan Raab begann mit der Vorstellung der Teilnehmer am 15. Januar 2007 in seiner Sendung TV total. Vier Wochen lang präsentierte der Moderator jeden Abend einen Kandidaten und das dazugehörige Land.
Ursprünglich sollte der Contest erst am Samstag, dem 10. Februar stattfinden, wurde jedoch um einen Tag vorverlegt, um nicht in direkter Konkurrenz zu Deutschland sucht den Superstar zu stehen.
Erstmals kamen, bis auf eine Ausnahme (die Band Beatplanet), alle Teilnehmer tatsächlich aus den Ländern, die sie repräsentierten. Zwei der Kandidatinnen hatten bereits 2005 Erfahrungen beim Bundesvision Song Contest gesammelt: Marta Jandová zusammen mit Apocalyptica und Suzie Kerstgens mit Klee. Beide waren damals jedoch für andere Länder angetreten. Zum ersten Mal führte während der Punktevergabe das spätere Siegerland nicht durchgehend von der ersten bis zur letzten Wertung. Marta Jandová vertrat Tschechien beim Eurovision Song Contest 2015 in Wien und ist die einzige BuViSoCo-Siegerin, die nach ihrer Teilnahme auch beim ESC antrat.
Die Show wurde von Stefan Raab und Johanna Klum moderiert. Im Green Room war wieder Elton. Außerdem gab es einen Auftritt der Band Seeed, die den Bundesvision Song Contest 2006 gewann. Sie präsentierte den Oy Güzelim Remix ihres Siegertitels Ding.
Die Show wurde von durchschnittlich 2,04 Millionen Zuschauern gesehen (7,6 % Marktanteil). In der Zielgruppe der 14- bis 49-Jährigen konnten 1,72 Millionen Zuschauer gemessen werden (16,3 % Marktanteil).

## Teilnehmer
| Platz | Startnr. | Repräsentiertes Land   | Interpret                          | Herkunft der Teilnehmer                | Lied Komponisten                                                                                                | Punkte |
| ----- | -------- | ---------------------- | ---------------------------------- | -------------------------------------- | --- | ------ |
| 1.    | 11       | Niedersachsen          | Oomph! feat. Marta Jandová         | Braunschweig, Niedersachsen            | Träumst du Andreas Crap, Robert Flux, Dero Goi                                                                  | 147    |
| 2.    | 16       | Hamburg                | Jan Delay                          | Hamburg                                | Feuer Matthias Arfmann, Jan Eissfeldt                                                                           | 138    |
| 3.    | 14       | Schleswig-Holstein     | Kim Frank                          | Flensburg, Schleswig-Holstein          | Lara Kim Frank, Frederik Waldner                                                                                | 101    |
| 4.    | 01       | Berlin                 | MIA.                               | Berlin                                 | Zirkus Mieze Katz, Ingo Puls                                                                                    | 096    |
| 5.    | 08       | Nordrhein-Westfalen    | Pohlmann                           | Rheda-Wiedenbrück, Nordrhein-Westfalen | Mädchen und Rabauken Ingo Pohlmann                                                                              | 095    |
| 6.    | 15       | Thüringen              | Northern Lite feat. Chapeau Claque | Erfurt, Thüringen                      | Enemy Andreas Kubat                                                                                             | 088    |
| 7.    | 02       | Hessen                 | D-Flame                            | Frankfurt am Main, Hessen              | Mom Song Alexander Barkey, Daniel Kretschmer                                                                    | 067    |
| 8.    | 05       | Sachsen-Anhalt         | Jenna+Ron                          | Wittenberg, Sachsen-Anhalt             | Jung und willig Jenna Dohanetz                                                                                  | 056    |
| 9.    | 10       | Bayern                 | Anajo & Suzie Kerstgens            | Augsburg, Bayern                       | Wenn du nur wüsstest Oliver Gottwald, Alaska Winter                                                             | 033    |
| 10.   | 12       | Baden-Württemberg      | Tele                               | Freiburg, Baden-Württemberg            | Mario Martin Brombacher, Jörg Holdinghausen, Patrick Reising, Tobias Rodäbel, Francesco Wilking, Stefan Wittich | 023    |
| 11.   | 13       | Bremen                 | Lea Finn                           | Bremen                                 | Ich weiß und du weißt Andreas Cordes, Tobias Pluta, Lea Finn                                                    | 020    |
| 12.   | 06       | Saarland               | B-Stinged Butterfly                | Saarbrücken, Saarland                  | Liebe Daniel Huth                                                                                               | 017    |
| 13.   | 03       | Mecklenburg-Vorpommern | Melotron                           | Neubrandenburg, Mecklenburg-Vorpommern | Das Herz Andy Krüger, Edgar Slatnow                                                                             | 013    |
| 13.   | 04       | Sachsen                | Manja                              | Leipzig, Sachsen                       | Es ist die Liebe Andreas Wendland, Manja Kendler                                                                | 013    |
| 15.   | 07       | Brandenburg            | Beatplanet                         | Bernau bei Berlin, Brandenburg         | Dreh dich um und geh Sven Rathke                                                                                | 011    |
| 16.   | 09       | Rheinland-Pfalz        | Kalle feat. M.A.R.S. Allstars      | Üxheim, Rheinland-Pfalz                | Aber Nice Marcus Arnoldy, Michael Dörfler, Christine Dürr, Carsten Thonack                                      | 010    |

Farblegende:  – Herkunftsland des Künstlers entspricht nicht (oder nur zum Teil) dem Land, welches er repräsentiert.

## Punktetabelle
| Berlin                 | 96  | 12 | 6  | 5  | 6  | 5  | 4  | 12 | 6  | 4  | 4  | 5  | 4  | 3  | 6  | 8  | 6  |
| Hessen                 | 67  | 2  | 12 | 2  | 2  | 3  | 3  | 1  | 5  | 7  | 3  | 4  | 7  | 4  | 5  | 3  | 4  |
| Mecklenburg-Vorpommern | 13  |    |    | 12 | 1  |    |    |    |    |    |    |    |    |    |    |    |    |
| Sachsen                | 13  |    |    |    | 12 |    |    |    |    |    |    |    |    | 1  |    |    |    |
| Sachsen-Anhalt         | 56  | 4  | 3  | 3  | 4  | 12 | 1  | 3  | 4  | 2  | 2  | 3  | 2  | 2  | 4  | 4  | 3  |
| Saarland               | 17  |    | 1  |    |    |    | 12 |    |    | 3  |    |    |    |    |    | 1  |    |
| Brandenburg            | 11  | 1  |    |    |    |    |    | 10 |    |    |    |    |    |    |    |    |    |
| Nordrhein-Westfalen    | 95  | 3  | 7  | 4  | 3  | 4  | 6  | 4  | 12 | 6  | 6  | 8  | 6  | 7  | 7  | 5  | 7  |
| Rheinland-Pfalz        | 10  |    |    |    |    |    |    |    |    | 10 |    |    |    |    |    |    |    |
| Bayern                 | 33  |    | 2  | 1  |    | 2  | 7  | 2  | 2  |    | 12 | 1  | 1  |    |    | 2  | 1  |
| Niedersachsen          | 147 | 8  | 10 | 6  | 8  | 10 | 10 | 7  | 10 | 12 | 10 | 12 | 10 | 8  | 8  | 10 | 8  |
| Baden-Württemberg      | 23  | 5  |    |    |    | 1  |    |    |    |    | 1  |    | 12 |    | 2  |    | 2  |
| Bremen                 | 20  |    |    |    |    |    |    |    | 1  |    |    | 6  |    | 12 | 1  |    |    |
| Schleswig-Holstein     | 101 | 6  | 5  | 7  | 5  | 6  | 5  | 5  | 7  | 5  | 5  | 7  | 5  | 5  | 12 | 6  | 10 |
| Thüringen              | 88  | 7  | 4  | 8  | 10 | 7  | 2  | 8  | 3  | 1  | 7  | 2  | 3  | 6  | 3  | 12 | 5  |
| Hamburg                | 138 | 10 | 8  | 10 | 7  | 8  | 8  | 6  | 8  | 8  | 8  | 10 | 8  | 10 | 10 | 7  | 12 |

## Chartplatzierungen
| Jahr | Titel Album                                                | Höchstplatzierung, Gesamtwochen, AuszeichnungChartplatzierungen (Jahr, Titel, Album, Platzierungen, Wochen, Auszeichnungen, Anmerkungen, Künstler / Repräsentiertes Land) | Höchstplatzierung, Gesamtwochen, AuszeichnungChartplatzierungen (Jahr, Titel, Album, Platzierungen, Wochen, Auszeichnungen, Anmerkungen, Künstler / Repräsentiertes Land) | Höchstplatzierung, Gesamtwochen, AuszeichnungChartplatzierungen (Jahr, Titel, Album, Platzierungen, Wochen, Auszeichnungen, Anmerkungen, Künstler / Repräsentiertes Land) | Anmerkungen                                                  | Künstler Repräsentiertes Land                |
| Jahr | Titel Album                                                | DE | AT | CH | Anmerkungen                                                  | Künstler Repräsentiertes Land                |
| ---- | ---------------------------------------------------------- | --- | --- | --- | ------------------------------------------------------------ | -------------------------------------------- |
| 2007 | Träumst du Delikatessen                                    | DE9 (9 Wo.)DE | AT48 (5 Wo.)AT | — | BuViSoCo 2007: Platz 1                                       | Oomph! feat. Marta Jandová Niedersachsen     |
| 2007 | Feuer Mercedes-Dance                                       | DE35 (9 Wo.)DE | AT54 (4 Wo.)AT | — | BuViSoCo 2007: Platz 2 Erstveröffentlichung: 9. Februar 2007 | Jan Delay Hamburg                            |
| 2007 | Lara Hellblau                                              | DE15 (9 Wo.)DE | AT58 (2 Wo.)AT | — | BuViSoCo 2007: Platz 3                                       | Kim Frank Schleswig-Holstein                 |
| 2007 | Zirkus                                                     | DE55 (9 Wo.)DE | AT64 (2 Wo.)AT | — | BuViSoCo 2007: Platz 4 Erstveröffentlichung: 12. Januar 2007 | MIA. Berlin                                  |
| 2007 | Enemy Unisex                                               | DE51 (5 Wo.)DE | — | — | BuViSoCo 2007: Platz 6                                       | Northern Lite feat. Chapeau Claque Thüringen |
| 2007 | Mom Song FFM                                               | DE63 (3 Wo.)DE | — | — | BuViSoCo 2007: Platz 7                                       | D-Flame Hessen                               |
| 2007 | Jung und willig                                            | DE41 (9 Wo.)DE | — | — | BuViSoCo 2007: Platz 8                                       | Jenna+Ron Sachsen-Anhalt                     |
| 2007 | Wenn du nur wüsstest Hallo, wer kennt hier eigentlich wen? | DE58 (5 Wo.)DE | — | — | BuViSoCo 2007: Platz 9 Erstveröffentlichung: Januar 2007     | Anajo & Suzie Kerstgens Bayern               |
| 2007 | Mario Wir brauchen nichts                                  | DE76 (2 Wo.)DE | — | — | BuViSoCo 2007: Platz 10                                      | Tele Baden-Württemberg                       |